# (24244) 1999 XY101
(24244) 1999 XY101 è un asteroide troiano di Giove del campo greco. Scoperto nel 1999, presenta un'orbita caratterizzata da un semiasse maggiore pari a 5,201615 UA e da un'eccentricità di 0,047073, inclinata di 29,148769° rispetto all'eclittica. Ha un diametro di 35,342 km e un'albedo di 0,074.